# Ёсимицу
Ёсимицу (яп. 吉光 Ёсимицу, ромадзи: Yoshimitsu) — персонаж серий файтингов Tekken и Soul. Он впервые появляется в игре Tekken и появляется во всех продолжениях и ответвлениях серии. Кроме того, предшественник Ёсимицу с таким же именем, оружием, кланом и основной информацией был включён в ещё одну серию файтингов от Namco Soul в качестве секретного персонажа, дебютировав в SoulCalibur. Персонаж был хорошо принят как фанатами обеих серий, так и критиками.

## Дизайн персонажа
Имя Ёсимицу состоит из иероглифа 吉, который переводится как «счастье» или «удача», и иероглифа 光, обозначающего слово «свет». В серии Tekken, меч Ёсимицу был похож на тати, и остаётся до сих пор в артах. Однако, начиная с Tekken 3, из лезвий исходит энергия, придавая ему вид светового меча (хотя в некоторых играх, как Tekken 4, герой в руках держит нормальную катану ).

## Появления в играх

### Серия Tekken
Ёсимицу впервые появляется в игре Tekken. В истории Кунимицу в Tekken 2 упоминается, что меч Ёсимицу передаётся из поколения в поколение лидерам клана Мандзи, а предыдущий лидер должен ритуально принести себя в жертву, чтобы меч поглотил его силу и мастерство. В истории Ёсимицу принимает участие в турнире в качестве приманки, чтобы другие члены клана Мандзи могли украсть средства турнира незаметно. Ёсимицу узнаёт о борце сумо по имени Ганрю, который якобы владеет рангом Ёкудзуна. Это неуважение к сумо бесит Ёсимицу, и он побеждает Ганрю. В более позднее время Ёсимицу проникает в лабораторию доктора Босконовича, чтобы украсть его устройство вечной энергии. Хотя Ёсимицу теряет свою руку во время побега, Босконович помогает потерпевшему залечить травму и имплантирует ему механический протез. В благодарность за его помощь, Ёсимицу обещает помочь Босконовичу, когда он будет в ней нуждаться. В Tekken 2 Ёсимицу узнаёт, что доктор Босконович был похищен корпорацией Мисима Зайбацу, и участвует во втором турнире «Железного Кулака», чтобы спасти его. Кунимицу — бывшая участница клана Мандзи — возвращается в турнир, чтобы украсть тати. Ёсимицу побеждает её и уходит из турнира, чтобы спасти доктора, узнав его местонахождение.
Позже Ёсимицу посетил Босконовича, который страдал от болезни. Ёсимицу заметил, что доктор построил криогенную машину сна. Босконович сказал ему, что болезнь может быть вылечена только с использованием крови Огра — бога борьбы и разрушений, — который недавно пробудился от глубокого сна. Ёсимицу принимает участие в турнире «Король Железного Кулака 3» для получения крови. Во время турнира на него охотится Брайан Фьюри — киборг, посланный доктором Эблом, чтобы убить его и захватить доктора Босконовича. Ёсимицу удаётся бежать. В итоге герой собирает останки Огра после битвы последнего с Дзином Кадзамой.
Два года спустя Ёсимицу понял, что будущее его клана идёт на убыль из-за постоянного отсутствия необходимых финансовых средств и людских ресурсов. Когда он услышал о турнире «Король Железного Кулака 4», он запланировал сформировать альянс с «Мисима Дзайбацу». Он вступает в турнир. Во время ограбления штаба «Мисима Дзайбацу» ближе к концу четвёртого турнира, Ёсимицу обнаружил без сознания Брайана Фьюри. Он взял его в лабораторию Босконовича, а сам доктор предложил Брайану создать ему новое тело, так как его старое плохо функционирует. Босконович вводит ему препарат, чтобы Брайан надолго уснул. Однако, когда Ёсимицу посетил лабораторию Босконовича через месяц, он нашёл комплекс полностью уничтоженным, а почти все члены клана Мандзи были мертвы. Брайана на месте не оказалось. Ёсимицу принимает участие в турнире «Король железного кулака 5», чтобы найти его и отомстить за смерть своих товарищей. Пытаясь найти Брайана, Ёсимицу узнаёт, что его меч ослабевает. Если меч не убивает злодеев в течение длительного периода времени, то он начинает забирать силы у своего владельца, в то время как владелец теряет не только силы но и разум. Ёсимицу решает использовать второй меч Фумакэн, чтобы восстановить баланс своего основного меча и участвует в турнире «Король железного кулака 6».
Он также один из четырёх персонажей серии, который появился во всех играх серии.

### Серия Soulcalibur
Предшественник Ёсимицу впервые появился в игре Soulcalibur. После того, как герой отказал властолюбивому господину Ода Нобунаге в альянсе, Ёсимицу позже обнаруживает, что его деревня была уничтожена. При попытке бороться с армией Нобунаги, Ёсимицу теряет руку. Он ищет меч «Soul Edge», чтобы отомстить Нобунаге. Во время медитации Ёсимицу приходит к выводу, что если бы он часто обращал внимание на меч, он был бы не лучше, чем Нобунага или Кошмар. Когда Ёсимицу достигает замка, где есть «Soul Edge», он обнаруживает, что рядом есть также другой меч «Soul Calibur».
В серии Soul Ёсимицу использует катану и атакует со стилем Мандзи Ниндзицу. Оружие похоже на обычную катану, но имеет много уникальных особенностей, которые Ёсимицу совмещает с уникальным стилем Мандзи. Меч был выкован секретным методом, который передавался из поколения в поколение кланом Мандзи. После того как клан был уничтожен, Ёсимицу дал клятву отомстить именно при помощи своего меча. Кроме того, на спине Ёсимицу имеет сасимоно, который также используется в качестве оружия. В Soulcalibur II Ёсимицу обнаруживает, что его катана была пропитана негативной энергией из замка, и поэтому решает избавить его клинок от зла. Вскоре меч украл Вольдо. Опасаясь, что если оружие попадёт в чужие руки, у Ёсимицу отберут катану, в процессе обнаружения фрагмента меча «Soul Edge». Желая уничтожить все фрагменты, которые распространились по всей земле, Ёсимицу образует группу рыцарских воров, известная как Мандзитоу. Группа была создана для того, чтобы делать добро и найти фрагменты меча.
Ёсимицу возвращается в Soulcalibur III, где он хочет украсть фрагменты «Soul Edge». Ограбление срывается Тирой. Позже, Тира убила одного из членов его клана, в результате чего Ёсимицу ищет её и «Soul Edge» в Soulcalibur IV. В Soulcalibur V, первый Ёсимицу был ритуально сменён младшим. Тайные наследственные ритуалы делают Ёсимицу бессмертным для посторонних и подразумевается, что он живёт до сих пор в современном мире, в воплощении персонажа из серии Tekken. Также возвращается в Soulcalibur VI.

### Прочие появления
Ёсимицу появился и в других играх Namco. Например, он в своём костюме из Tekken 3 появлялся как бонусный персонаж в игре Anna Kournikova's Smash Court Tennis для PlayStation, а его «энергетический меч» является одной из открываемых ракеток. Меч Ёсимицу является также доступным оружием в Tekken спин-офф игре Death by Degrees. Он появляется в игре кроссовере созданной Capcom Street Fighter X Tekken, с его официальным партнёром Рэйвеном.

### Игровой процесс
Согласно официальному описанию Namco, боевой стиль Ёсимицу «включает в себя смесь ниндзюцу, атак мечом, а также специальные позиции. Владея мечом, он имеет много атак, которые используют его меч. Он может выполнять комбо атаки с ним, использовать его для пронзания своего противника, и вращать его в своей механической левой руке как ветряную мельницу (он может также использовать этот метод, чтобы летать)». Ёсимицу имеет много быстрых атак, как например его летающее колено (Фубуки) и его многочисленные вращающиеся атаки, но если слишком долго использовать некоторые из этих спиннинг атак у Ёсимицу может закружиться голова. Ёсимицу также обладает многими приёмами со странными свойствами, как например его «Харакири» приём который отнимает большую часть его собственного здоровья и он единственный персонаж, который имеет способность восстановить своё здоровье полностью. Многие из его приёмов очень ситуативные, что делает этого персонажа интересным для более продвинутых игроков.
В Tekken 6, Ёсимицу получает второй меч, Фумакэн и использует его наряду со своим старым мечом. Из-за этого изменения множество приёмов были обновлены, что сделало его интереснее для его существующих фанатов а также привлекло новых игроков. Согласно IGN, в Soulcalibur IV «новые игроки часто оказываются в растерянности относительно того, как обращаться с персонажем, но как только они начинают играть за него, Ёсимицу становится истинной силой природы.»

## В других медиа
Ёсимицу появляется в мультфильме Tekken: The Motion Picture в качестве камео. Герой также появляется в фильме Tekken, где он борется и проигрывает Дзину Кадзаме. Персонажа играл актёр Гэри Рэй Стэрнс. Он также упоминался в фильме Tekken: Blood Vengeance.
В 2006 году Namco и MegaHouse выпустили фигурку с Ёсимицу, в честь выхода игры Tekken 5. Ещё две были выпущены компанией Bandai в 2009 году. Фигурка Ёсимицу из Tekken Tag Tournament 2 была выпущена Kotobukiya, в 2012 году.

## Восприятие
Персонаж получил положительные отзывы как критиков, так и публики. Согласно опросу поклонников серии Soul, проведённому издательством Namco в 2002 году, Ёсимицу занял шестое место среди самых любимых персонажей серии, набрав 4,56 % голосов.
Он занял также шестое место в списке из десяти лучших бойцов IGN, составленном в 2008 году.
Критик из 1UP.com назвал его самым странным персонажем в SoulCalibur IV. В 2010 году портал We Do Games включил Ёсимицу в десятку лучших персонажей файтингов. В 2011 году сайт Machinima.com назвал персонаж лучшим нинздя в компьютерных играх, а рецензенты из журнала Play поставили персонажа на пятое место в десятке лучших ниндзя в играх, изданных на консоли PlayStation.
Сайт англ. UGO Networks отметил костюм героя в Tekken 5. В 2012 году Рич Найти из журнала Complex назвал Ёсимицу самым быстрым ниндзя в играх, но критиковал странный и чуждый дизайн, в то время как веб-сайт GamesRadar поставил его в тройку лучших персонажей файтингов, отметив, что самой впечатляющей чертой героя являются его костюмы.
В преддверии выхода игры Street Fighter X Tekken сайт GamesRadar включил в список наиболее ожидаемых схваток бой между Ёсимицу и Содомом, журнал англ. NowGamer поставил на четвёртое место в подобном списке бой между Ёсимицу и Вегой, предположив, что такой бой стал бы головокружительной демонстрацией быстрых атак на экране, а сайт FHM — схватку Ёсимицу с Дальсимом.